# Manuel Fernandes Tomás
Manuel Fernandes Tomás (Figueira da Foz, 31 de julho de 1771 – Lisboa, 19 de novembro de 1822), por muitos considerado a figura mais importante do primeiro período liberal, foi um magistrado e político vintista que se destacou na organização dos primeiros movimentos pró-liberalismo. Era juiz desembargador na Relação do Porto quando foi um dos fundadores do Sinédrio, assumindo um papel central na revolução liberal do Porto de 24 de Agosto de 1820. Foi figura primacial do liberalismo vintista, fez parte da Junta Provisional do Governo Supremo do Reino, criada no Porto, que administrou o Reino após a revolução liberal, sendo encarregado dos negócios do Reino e da Fazenda. Eleito deputado às Cortes Gerais e Extraordinárias da Nação Portuguesa, pela Beira, participou activamente na elaboração das Bases da Constituição da Monarquia Portuguesa, que D. João VI jurou em 1822.

## Biografia
Manuel Fernandes Tomás nasceu na Figueira da Foz, a 30 de Junho de 1771, no seio de uma família da burguesia. Foram seus pais João Fernandes Tomás e Maria da Encarnação, os quais, à vista do engenho precoce que o moço revelava, o mandaram para Coimbra ainda muito jovem, aparentemente com o fito de o fazer seguir a carreira eclesiástica.

### Formação e ingresso na magistratura
Fernandes Tomás tomou o grau de bacharel em Cânones pela Universidade de Coimbra tendo apenas 20 anos, decidindo trocar o sacerdócio que lhe destinavam pela advocacia. Para tal, praticou com vários jurisconsultos de Lisboa, aperfeiçoando-se através do estudo das ciências do Direito.
A 30 de Agosto de 1792 foi nomeado síndico e procurador fiscal do município da Figueira da Foz, sendo vereador da respectiva Câmara entre 1795 e 1798.
Ingressando na magistratura, em 1801 foi nomeado juiz de fora da comarca de Arganil, cargo que desempenhou com notável zelo e energia. Em 1805 foi nomeado superintendente das alfândegas e dos tabacos nas comarcas de Leiria, Aveiro e Coimbra, cargo que desempenhava quando em 1807 ocorreu a primeira invasão francesa.

### Participação na Guerra Peninsular
Perante a ocupação francesa, retirou-se para uma quinta sua, sita próximo da Figueira da Foz, e aí permaneceu até que em 1808 ocorreu naquela região o desembarque das tropas angloportuguesas comandadas por Arthur Wellesley. Face a inexistência de autoridades estabelecidas, foi então indigitado como a pessoa competente para tratar com o comandante inglês os assuntos referentes aos interesses e necessidades do exército.
A actividade de Fernandes Tomás foi devidamente apreciada pelo comando britânico. Restabelecido o governo português, em 1809 foi nomeado provedor da comarca de Coimbra e logo o general instou para que fosse adjunto ao comissariado do exército. Em 1810 foi nomeado intendente dos víveres no quartel-general do marechal William Carr Beresford, tendo sido incansável para que nada faltasse ao exército.
Como prémio da sua actividade, em 1811 foi nomeado desembargador honorário do Tribunal da Relação do Porto, ou seja recebeu o predicamento de desembargador, posto que ocupará somente em 1817 já que à data da nomeação ainda não tinha o triénio de provedor que lhe era requerido para o lugar.
De 1812 a 1814, ano em que findou a Guerra Peninsular, esteve Fernandes Tomás em Coimbra, ali começando provavelmente a germinação do seu plano revolucionário, que anos depois levaria a cabo no Porto. 
Ao longo deste período, Fernandes Tomás afirmou-se como um erudito, ganhando renome através da publicação de algumas obras de Direito, afirmando-se como um pensador preocupado com a degradação da vida nacional portuguesa e com a necessidade de reformar as instituições e eliminar a tutela política britânica que entretanto se instalara.

### O Porto e a fundação do Sinédrio
Transferindo-se de Coimbra para o Porto em 1817, com o fim de ocupar a vaga de desembargador para que estava nomeado, naquela cidade encontrou Fernandes Tomás quem simpatizasse com as suas ideias e aspirações, vendo o sentimento patriótico invadindo todos os espíritos. Esta indignação nacional foi catalisada pela execução de Gomes Freire de Andrade e dos seus companheiros de desdita, que, imputada ao general William Carr Beresford, o tornou fortemente impopular.
Com outro jurisconsulto também de ideologia liberal, José Ferreira Borges, com quem se tinha relacionado após a sua chegada à cidade do Porto, estabeleceu a 18 ou 21 de Janeiro de 1818 um pacto secreto visando o fomento de acções que contribuíssem para a implantação do liberalismo em Portugal e para a dignificação da vida nacional.
Juntaram ao projecto José da Silva Carvalho e João Ferreira Viana, seus amigos e correligionários, iniciando um conjunto de reuniões secretas para formularem as bases em que devia assentar o plano a seguir pela sociedade secreta que tinham fundado, a qual ficou constituída sob o nome de Sinédrio, tendo por objecto Observar os acontecimentos em Portugal e Espanha, tomando devagar o pulso às tendências e às aspirações do espírito público.
Ajustaram reunir-se em segredo no dia 22 de cada mês na Foz do Douro para discorrerem acerca dos sucessos e das notícias do mês passado e assentarem nos propósitos mais oportunos segundo as circunstâncias.
Em 1819 o Sinédrio compunha-se, além dos quatro fundadores, dos sócios Duarte Leça, José Pereira de Menezes, Francisco Gomes da Silva, João da Cunha Sotto Maior, José Maria Lopes Carneiro e José dos Santos Silva. O número dos associados no Sinédrio nunca passou de treze, sendo o último a inscrever-se, em 18 de Agosto de 1820, Bernardo Correia de Castro e Sepúlveda, que depois prestou à causa liberal relevantes serviços.

### A Revolução do Porto
Manuel Fernandes Tomás, e o seu grupo do Sinédrio, é considerado o motor do movimento de 24 de Agosto de 1820 que resultou na Revolução do Porto.
Este papel mobilizador e de verdadeiro ideólogo daquele movimento, para além do seu papel destacado na Junta Provisional do Governo Supremo do Reino fazem dele figura primacial do liberalismo vintista. Naquela Junta, criada no Porto e que administrou o Reino após a revolução liberal, foi encarregue dos Negócios do Reino e da Fazenda, as duas pastas mais importantes da governação de então.
Com a adesão de Lisboa, e a fusão das duas Juntas, o papel de Manuel Fernandes Tomás sai reforçado, fazendo depois a charneira entre o governo e as Cortes.

### A experiência governativa e parlamentar e a morte

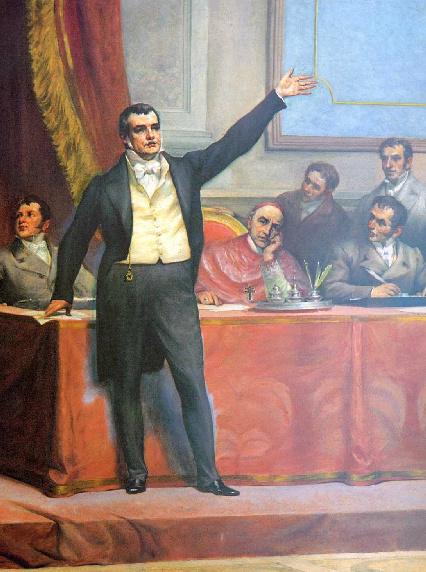
Manuel Fernandes Tomás nas Cortes Constituintes, em quadro de Veloso Salgado.

Eleito deputado às Cortes Constituintes, pela Beira, elaborou as bases da Constituição que D. João VI jurou em 1822.
Fernandes Tomás, além de membro da Junta Provisional do Supremo Governo do Reino, foi deputado eleito pela Beira às Cortes Gerais e Extraordinárias da Nação Portuguesa, a cuja sessão inaugural assistiu em 26 de Janeiro de 1821 e em cujos trabalhos teve parte activa e conspícua. Participou nos trabalhos parlamentares até ao seu encerramento com a aprovação da Constituição Política da Monarquia Portuguesa, a 4 de Novembro de 1822. 
Agravando-se-lhe a enfermidade crónica de que padecia, faleceu em Lisboa, na antiga rua do Caldeira, n.º 2, a Santa Catarina, a 19 de Novembro de 1822, escassas duas semanas após a aprovação da Constituição de que fora um dos principais obreiros. A sua morte deixou consternado todo o partido liberal, que lhe tributava uma espécie de culto e via nele um dos mais firmes sustentáculos do sistema para cujo triunfo concorrera tão poderosa e eficazmente.
Os seus restos mortais foram sepultados, primeiro na antiga igreja de Santa Catarina, trasladados depois para a Igreja dos Paulistas, e desta transferidos para jazigo de família no cemitério dos Prazeres. No Jornal do Comércio, de Fevereiro de 1883, estão reproduzidos alguns documentos acerca do óbito e trasladações de Fernandes Tomás.

## Obras publicadas
O Dicionário Bibliográfico Português, de Inocêncio Francisco da Silva, faz a seguinte resenha dos escritos de Fernandes Tomás, publicadas com o seu nome ou anonimamente mas que os biógrafos lhe atribuem:
- Observações sobre o discurso que escreveu Manuel de Almeida e Sousa em favor dos direitos dominiais da Coroa, donatários e particulares, Coimbra, na Imprensa da Universidade, 1814, 4.º.
- Repertorio geral ou índice alphabetico das leis extravagantes do reino de Portugal, publicadas depois das ordenações, comprehendendo também algumas anteriores que se acham em observância, Coimbra, na Imprensa da Universidade, 1815 (in-fólio, 2 tomos).
- Relatório sobre o estado e administração do reino, durante o tempo da Junta Provisional do Governo Supremo, …, Lisboa, na Imprensa Nacional, 1821 (por ter sido lido nas Cortes saiu no Diário das Cortes, tomo I, páginas 32 a 46).

São também da pena de Fernandes Tomás, segundo o testemunho afirmativo de José Maria Xavier de Araújo, as seguintes peças oficiais, que se imprimiram avulsas e andam reproduzidas nos periódicos políticos da época:
- Manifesto da Junta Provisional do Governo Supremo do Reino aos Portuguezes, datado de 24 de Agosto de 1820.
- A Junta Provisional do Governo aos habitantes de Lisboa.
- Proclamação dos soldados do Porto aos de Lisboa.

Fernandes Tomás e o seu colega nas Cortes José Joaquim Ferreira de Moura, foram os fundadores, e principais (se não mesmo os únicos) colaboradores, do jornal político O Independente, cuja publicação começou em princípios do ano de 1822 e do qual existem impressos três tomos no formato de fólio. 
José Maria Xavier de Araújo afirma serem da autoria de Manuel Fernandes Tomás os seguintes opúsculos, que se imprimiram anónimos em Lisboa: 
- Carta do compadre de Belém ao redactor do «Astro da Lusitânia» dado à luz pelo compadre de Lisboa… Lisboa, na Oficina de António Rodrigues Galhardo, 1820. 4.º de 19 páginas.
- Carta segunda do compadre de Belém ao redactor do «Astro da Lusitania» dado à luz pelo compadre de Lisboa, ibidem, na mesma oficina, 1821, 4.º de 22 páginas.

Por esse tempo, e a propósito dessas cartas, se imprimiram igualmente anónimas as seguintes, cujo autor Inocêncio Francisco da Silva não pôde indicar:
- Resposta de João Carapuceiro, compadre de Lisboa, às cartas do compadre de Belém, dirigidas ao «Astro da Lusitania», Lisboa, na nova Imp. da Viúva Neves & Filhos, 1821, 4.º de 39 páginas.
- Carta do compadre de Lisboa em resposta a outra do compadre de Belém, ou guizo crítico sobre a opinião pública, dirigida pelo «Astro da Lusitania», Lisboa, na Imp. de Alcobia, 1821. 4.º de 23 páginas.
- Carta analytica de João Carapuceiro, compadre de Lisboa, ao compadre de Belém, Lisboa, na nova Imp. da Viúva Neves & Filhos, 1821. 4.º de 16 páginas.
- Luthero, o Padre José Agostinho de Macedo, e a «Gazeta Universal» ou Carta de um cidadão de Lisboa escrita ao Geral da Congregação de S. Bernardo, Lisboa, Tipografia de António Rodrigues Galhardo, 1822. 4.º de 46 páginas.